# Ramphotyphlops multilineatus
Ramphotyphlops multilineatus är en ormart som beskrevs av Schlegel 1839. Ramphotyphlops multilineatus ingår i släktet Ramphotyphlops och familjen maskormar. Inga underarter finns listade i Catalogue of Life.
Denna orm förekommer i Nya Guineas indonesiska del inklusive på ön Salawati. Ramphotyphlops multilineatus gräver i lövskiktet och i det översta jordlagret. Honor lägger antagligen ägg.
För beståndet är inga hot kända. IUCN listar arten med som livskraftig (LC).